# بيتر نيكولاس
بيتر نيكولاس (بالإنجليزية: Peter Nicholas)‏ (10 نوفمبر 1959 بنيوبورت في المملكة المتحدة - ) هو مدرب كرة قدم ولاعب كرة قدم بريطاني في مركز الوسط. شارك مع منتخب ويلز لكرة القدم. أما مع النوادي، فقد لعب مع تشيلسي وكريستال بالاس ونادي أبردين ونادي أرسنال ونادي لوتون تاون ونادي واتفورد.

## مسيرته الكروية
لعب بيتر نيكولاس خلال مسيرته الاحترافية مع 6 أندية في ثمانية عشر موسمًا وسجل خلالها 22 هدفًا ضمن 495 مباراة. ولم يفز بأي موسم بالكأس أو بالدوري.
خاض بيتر نيكولاس مسيرته مع نادي كريستال بالاس في موسم 1977–78 في المرة الأولى ليلعب معه أربعة مواسم ثم في موسم 1983–84 ولمدة موسمين، مشاركًا طوالها في 174 مباراة سجل خلالها 14 هدفًا. ثم انتقل إلى نادي أرسنال في موسم 1980–81 واستمر معه طيلة ثلاثة مواسم، حيث شارك في 60 مباراة سجل خلالها هدفًا واحدًا. لينتقل بعدها إلى نادي لوتون تاون في موسم 1984–85 واستمر معه طيلة ثلاثة مواسم، مشاركًا في 102 مباراة سجل خلالها هدفًا واحدًا أيضًا. ثم انتقل إلى نادي أبردين في موسم 1987–88 لمدة موسم واحد، مشاركًا في 39 مباراة سجل خلالها 3 أهداف. هذا وانتقل لاحقًا إلى نادي تشيلسي في موسم 1988–89 واستمر معه طيلة ثلاثة مواسم، مشاركًا في 80 مباراة سجل خلالها هدفين. ثم انتقل بعدها إلى نادي واتفورد في موسم 1990–91 ولمدة موسمين، مشاركًا في 40 مباراة سجل خلالها هدفًا واحدًا.

## وصلات خارجية
- بيتر نيكولاس على موقع الاتحاد الأوربي (الإنجليزية)
- بيتر نيكولاس على موقع قاعدة بيانات كرة القدم.إي يو (الإنجليزية)
- بيتر نيكولاس على موقع ناشيونال فوتبول تيمز (الإنجليزية)